# Odo Fusi Pecci

Bischofswappen von Odo Fusi Pecci

Odo Fusi Pecci (* 29. Juni 1920 in Cingoli; † 20. März 2016 in Senigallia) war römisch-katholischer Bischof von Senigallia.

## Leben
Odo Fusi Pecci empfing am 19. Dezember 1942 die Priesterweihe.
Papst Paul VI. ernannte ihn am 15. Juli 1971 zum Bischof von Senigallia. Der Bischof von Macerata-Tolentino, Ersilio Tonini, spendete ihm am 29. August desselben Jahres die Bischofsweihe; Mitkonsekratoren waren Aurelio Sabattani, Prälat von Loreto, und Costanzo Micci, Bischof von Fossombrone.
Am 21. Januar 1997 nahm Papst Johannes Paul II. seinen altersbedingten Rücktritt an. Er lebte anschließend zurückgezogen in Senigallia, wo er im März 2016 95-jährig starb.